# Łotwa na Zimowych Igrzyskach Olimpijskich 1936
Łotwę na Zimowych Igrzyskach Olimpijskich 1936 reprezentowało 26 zawodników: 23 mężczyzn i trzy kobiety. Był to trzeci start reprezentacji Łotwy na zimowych igrzyskach olimpijskich.

## Skład kadry

### Biegi narciarskie
Mężczyźni
| Konkurencja        | Zawodnik                                                         | czas      | Pozycja |
| ------------------ | ---------------------------------------------------------------- | --------- | ------- |
| Bieg na 18 km      | Pauls Kaņeps                                                     | 1:31:44,0 | 50.     |
| Bieg na 18 km      | Herberts Dāboliņš                                                | 1:34:20,0 | 58.     |
| Bieg na 18 km      | Alberts Riekstiņš                                                | 1:42:16,0 | 67.     |
| Bieg na 18 km      | Kārlis Bukass                                                    | 1:42:57,0 | 69.     |
| Sztafeta 4 × 10 km | Herberts Dāboliņš Pauls Kaņeps Edgars Gruzītis Alberts Riekstiņš | 3:26:08   | 13.     |

### Hokej na lodzie
Reprezentacja mężczyzn
| - Aleksejs Auziņš - Reinis Bluķis - Arvīds Jurgens - Herberts Kušķis - Roberts Lapainis - Kārlis Paegle |  | - Arvīds Petersons - Ādolfs Petrovskis - Jānis Rozītis - Leonīds Vedējs - Jānis Bebris |

Reprezentacja Łotwy brała udział w rozgrywkach grupy A turnieju olimpijskiego zajmując w niej czwarte miejsce i nie awansując do dalszych rozgrywek. Ostatecznie reprezentacja Łotwy została sklasyfikowana na 13. miejscu.

#### Runda pierwsza
Grupa A
| Drużyna | M | Mecze | Mecze | Mecze | Bramki | Bramki | Bramki | Pkt |
| Drużyna | M | W     | R     | P     | +      | -      | +/-    | Pkt |
| ------- | - | ----- | ----- | ----- | ------ | ------ | ------ | --- |
| Kanada  | 3 | 3     | 0     | 0     | 24     | 3      | +21    | 6   |
| Austria | 3 | 2     | 0     | 1     | 11     | 7      | +4     | 4   |
| Polska  | 3 | 1     | 0     | 2     | 11     | 12     | -1     | 2   |
| Łotwa   | 3 | 0     | 0     | 3     | 3      | 27     | -24    | 0   |

Wyniki
| 7 lutego 1936 | Kanada | 11:0 | Łotwa | Olympia-Kunsteis-Stadion |

| Godzina: 09:00 | R.St. Germain H. Farquharson J. Haggarty K. Farmer H. Farquharson D. Neville R.St. Germain H. Farquharson J. Haggarty | (2:0, 3:0, 6:0) |  | Sędzia główny: Lefébure Sędziowie liniowi: Lator |

| 8 lutego 1936 | Polska | 9:2 | Łotwa | Olympia-Kunsteis-Stadion |

| Godzina: 09:00 | E.Zieliński A. Kowalski A. Wołkowski R. Stupnicki A. Wołkowski A. Kowalski E.Zieliński Cz. Marchewczyk A. Wołkowski | (1:0, 4:0, 4:2) | J. Bebris A. Petersons | Sędzia główny: Schmidt Sędziowie liniowi: Lator |

| 9 lutego 1936 | Austria | 7:1 | Łotwa | Rießersee |

| Godzina: 14:30 | F.Demmer E. Seidler H. Tatzer E. Seidler H. Tatzer F.Csöngei F.Demmer | (4:0, 0:0, 3:1) | K. Paegle | Sędzia główny: Rectorik Sędziowie liniowi: Leineweber |

### Kombinacja norweska
Mężczyźni
| Zawodnik        | Konkurencja   | Bieg narciarski | Bieg narciarski | Bieg narciarski | Skoki narciarskie | Skoki narciarskie | Skoki narciarskie | Skoki narciarskie | Łącznie | Pozycja |
| Zawodnik        | Konkurencja   | Czas biegu      | Pozycja         | Punkty          | Skok 1            | Skok 2            | Punkty            | Pozycja           | Łącznie | Pozycja |
| --------------- | ------------- | --------------- | --------------- | --------------- | ----------------- | ----------------- | ----------------- | ----------------- | ------- | ------- |
| Edgars Gruzītis | Indywidualnie | 1:35:22,0       | 44.             | 134,6           | 35,0              | 36,5              | 148,1             | 43.               | 282,7   | 42.     |

### Łyżwiarstwo figurowe
| Zawodnik                         | Konkurencja   | Nota  | Pozycja |
| -------------------------------- | ------------- | ----- | ------- |
| Verners Auls                     | Soliści       | 222,6 | 25.     |
| Alise Dzeguze                    | Solistki      | 280,9 | 23.     |
| Hildegarde Švarce Eduards Gešels | Pary sportowe | 149,0 | 17.     |

### Łyżwiarstwo szybkie
Mężczyźni
| Zawodnik         | Konkurencja      | Finały   | Finały  |
| Czas             | Miejsce          | Czas     | Miejsce |
| ---------------- | ---------------- | -------- | ------- |
| Alfons Bērziņš   | Bieg na 500 m    | 45,7     | 14.     |
| Jānis Andriksons | Bieg na 500 m    | 45,9     | 16.     |
| Alfons Bērziņš   | Bieg na 1500 m   | 2:25,8   | 18.     |
| Jānis Andriksons | Bieg na 1500 m   | 2:28,9   | 23.     |
| Alfons Bērziņš   | Bieg na 5000 m   | 8:53,4   | 18.     |
| Arvīds Lejnieks  | Bieg na 5000 m   | 9:11,9   | 29.     |
| Jānis Andriksons | Bieg na 5000 m   | 9:15,0   | 30.     |
| Alfons Bērziņš   | Bieg na 10 000 m | 18:22,5  | 19.     |
| Arvīds Lejnieks  | Bieg na 10 000 m | 18:41,20 | 23.     |

### Narciarstwo alpejskie
Mężczyźni
| Zawodnik             | Konkurencja         | Zjazd   | Zjazd   | Slalom              | Slalom              | Slalom          | Łącznie                  | Łącznie                  |
| Zawodnik             | Konkurencja         | Czas    | Pozycja | Czas 1-go przejazdu | Czas 2-go przejazdu | Pozycja         | Punkty                   | Pozycja                  |
| -------------------- | ------------------- | ------- | ------- | ------------------- | ------------------- | --------------- | ------------------------ | ------------------------ |
| Herberts Bērtulsons  | Kombinacja alpejska | 13:00,6 | 55.     | 3:06,1              | Dyskwalifikacja     | Dyskwalifikacja | Nie ukończył konkurencji | Nie ukończył konkurencji |
| Askolds Hermanovskis | Kombinacja alpejska | 13:22,4 | 56.     | 3,18,0              | Dyskwalifikacja     | Dyskwalifikacja | Nie ukończył konkurencji | Nie ukończył konkurencji |

Kobiety
| Zawodnik          | Konkurencja         | Zjazd   | Zjazd   | Slalom              | Slalom              | Slalom          | Łącznie                   | Łącznie                   |
| Zawodnik          | Konkurencja         | Czas    | Pozycja | Czas 1-go przejazdu | Czas 2-go przejazdu | Pozycja         | Punkty                    | Pozycja                   |
| ----------------- | ------------------- | ------- | ------- | ------------------- | ------------------- | --------------- | ------------------------- | ------------------------- |
| Mirdza Martinsone | Kombinacja alpejska | 15:21,6 | 36.     | 3:08,3              | Dyskwalifikacja     | Dyskwalifikacja | Nie ukończyła konkurencji | Nie ukończyła konkurencji |